# Primordiale Nukleosynthese
Die primordiale Nukleosynthese (BBN, Big-Bang Nucleosynthesis) ist die Bildung von hauptsächlich 4He und Spuren anderer leichter Nuklide aus Protonen und Neutronen, etwa 100 bis 1000 Sekunden nach dem Urknall. Die schwereren Elemente entstehen in Sternen, also viel später.
Die BBN-Theorie liefert die Mengenverhältnisse der Nuklide. Ihre Parameter sind nicht frei, sondern Messwerte: Massen und Reaktionsraten der Teilchen werden im Labor bestimmt und das anfängliche Baryon-zu-Photon-Verhältnis {\displaystyle \eta } ergibt sich immer genauer aus dem Muster der kosmischen Mikrowellenhintergrundstrahlung. Das Ergebnis, dass 75,5 % der Baryonen als Protonen (1H) übrig bleiben und 24,5 % sich in Helium 4He wiederfinden sollten, stimmt genau mit den Beobachtungen überein. Dies gilt als eine der stärksten Stützen für die Urknall-Theorie, neben der kosmologischen Rotverschiebung und der Hintergrundstrahlung.
Die zu 4He führenden Reaktionsketten liefen wegen der schnell abnehmenden Dichte und Temperatur des Kosmos nicht ganz vollständig ab. Es verblieben kleine Spuren von Zwischenprodukten. Nach dem Zerfall der radioaktiven Nuklide T=3H und 7Be waren das noch D=2H, 3He, und 7Li. Deren Anteile (10−4 bis 10−10, bezogen auf H) hängen von {\displaystyle \eta } ab, das damit für diesen Zeitpunkt messbar wird. {\displaystyle \eta } ist auch aus der Hintergrundstrahlung, also für den Zeitpunkt der Rekombination messbar sowie aus der aktuell sichtbaren Materie. Die beobachtete Konstanz von {\displaystyle \eta } stützt das Standardmodell bzw. schränkt Modifikationen ein.
Die größte Diskrepanz zu beobachteten Anteilen gilt als Lithiumproblem.

## Entstehung der Theorie
Die Idee zur primordialen Nukleosynthese geht auf Arbeiten des amerikanischen Physikers George Gamow im Jahre 1946 zurück. 1950 beschrieb der Japaner Chushiro Hayashi die Neutron-Proton-Gleichgewichtsprozesse zur Erzeugung der leichten Elemente, und 1966 erstellte Ralph Alpher ein Modell der 4He-Synthese.
In der Folge kam es zu weiteren Verfeinerungen des Modells aufgrund immer besserer Kenntnis der Kernreaktionsraten der beteiligten Nukleonen.

## Zeitlicher Ablauf

Zeitlicher Ablauf der Nukleosynthese. Die Skalen beider Achsen sind dekadisch logarithmisch, „0.0“ auf der Zeitachse bedeutet also 1 s und „2.0“ entspricht 100 s. Entsprechend bedeutet „−2“ auf der senkrechten Achse einen Massenanteil von 1/100.

Nach der heute akzeptierten Theorie konnten die Prozesse zur Bildung der ersten Atomkerne etwa eine Hundertstelsekunde nach dem Urknall beginnen. Das Universum hatte sich zu diesem Zeitpunkt so weit abgekühlt, dass die bisher als Plasma vorliegenden Quarks zu Protonen und Neutronen im Verhältnis 1:1 kondensierten. Die Temperatur betrug zu diesem Zeitpunkt noch ca. 10 Mrd. Kelvin, das entspricht einer mittleren kinetischen Energie von etwa 1,3 MeV. Im weiteren Verlauf der Nukleosynthese verschob die abnehmende Temperatur das Neutron-Proton-Gleichgewicht immer mehr zugunsten der Protonen.
Etwa 1 Sekunde nach dem Urknall entkoppelten die Neutrinos von der Materie. Elektronen und Positronen zerstrahlten. Das Verhältnis von Neutronen zu Protonen war auf etwa 1:6 abgesunken. Die Temperatur betrug zu diesem Zeitpunkt ca. 600 Mio. Kelvin, die mittlere kinetische Energie knapp 80 keV, sodass sich erstmals Protonen und Neutronen zu Deuteronen (= Deuteriumkernen) verbinden konnten. Allerdings wurden diese durch hochenergetische Photonen sofort wieder aufgespalten. Ein wichtiger Parameter der Theorie ist daher das Verhältnis von baryonischer Materie zu Photonen, von dem der Beginn der effektiven Deuteronen-Synthese abhängt. Das Standardmodell der Kosmologie nimmt dieses in der Größenordnung von 10−10 an.
Erst eine Minute nach dem Urknall hatte sich das Universum so weit abgekühlt (60 Mio. Kelvin oder knapp 8 keV), dass effektiv Deuteronen gebildet werden konnten. Da in diesem Zeitraum weitere Neutronen zerfielen (das freie Neutron hat eine Halbwertszeit von knapp 15 Minuten), betrug das Verhältnis von Neutronen zu Protonen jetzt nur noch 1:7.
Die verbleibenden Neutronen wurden zu 99,99 Prozent in 4He gebunden. Aufgrund der hohen Bindungsenergie des 4He-Kerns und weil kein stabiler Kern mit Massenzahl 5 bzw. 8 existiert, wird 4He kaum abgebaut. Nur das Element Lithium in Form des Isotops 7Li wurde noch in geringem Ausmaß bei Kernreaktionen gebildet.
5 Minuten nach dem Urknall war die Teilchendichte und damit die Temperatur des Universums so weit gesunken, dass die primordiale Nukleosynthese im Wesentlichen beendet war. Das Resultat der primordialen Nukleosynthese waren neben 4He Spuren von Deuteronen, Tritonen (= Tritiumkernen) und Helionen (3He-Kerne) als Zwischenprodukte der Helium-4-Synthese sowie die Protonen, die keine Neutronen als Reaktionspartner gefunden hatten. Die noch übriggebliebenen freien Neutronen zerfielen im Verlauf der nächsten Minuten, die Tritonen im Verlauf weiterer Jahrzehnte.
Die Theorie sagt ein Massenverhältnis von 75 Prozent Wasserstoff (Protonen) zu 25 Prozent Helium voraus. Dieser Wert stimmt äußerst gut mit den Beobachtungen der ältesten Sterne überein, was ein Grund für die breite Akzeptanz dieser Theorie ist. Gerade für 4He wurden Messungen auch außerhalb unserer Milchstraße gemacht, die das Ergebnis bestätigen. Auch die relativen Häufigkeiten von Deuterium und 3He werden von der Theorie sehr gut erklärt. Für Lithium ergibt sich jedoch eine Abweichung zwischen dem gemessenen Wert und dem theoretisch berechneten, der fast dreimal größer ist. Dies wird als primordiales Lithiumproblem bezeichnet.

## Verbindung zu anderen kosmologischen Modellen
Die primordiale Nukleosynthese ist heute eines der wichtigsten Standbeine des Standardmodells der Kosmologie. In ihrem Rahmen wurde erstmals auch die kosmische Hintergrundstrahlung vorhergesagt.
Die primordiale Nukleosynthese wird ferner als wichtiges Indiz für die Existenz nicht-baryonischer dunkler Materie gewertet: zum einen limitiert sie die Menge der Baryonen im Universum durch ihr Verhältnis zu den Photonen; zum anderen macht es die gleichmäßige Verteilung der Baryonen während der primordialen Nukleosynthese wahrscheinlich, dass die heute beobachtete körnige Struktur des Universums nicht durch die Baryonen, sondern durch die Dichteschwankungen eines nur schwach wechselwirkenden – und damit nicht baryonischen – schweren Elementarteilchens ausgeprägt werden konnte.